# Papegaaienbuurt
De Papegaaienbuurt is een buurt in de Friese plaats Drachten, gelegen rondom de Torenstraat. De woonhuizen voor middenstanders uit 1921 zijn ontworpen door gemeentearchitect Cees Rienks de Boer en het schilderwerk is naar ontwerp van Theo van Doesburg. De primaire kleuren die Van Doesburg voorschreef, bezorgden de wijk de naam Papegaaienbuurt. Het palet van de gevels veroorzaakte nogal wat ophef in Drachten, waarna de kleuren al in 1922 werden overgeschilderd. Later zijn de oorspronkelijke kleuren teruggebracht.

## Geschiedenis
Begin jaren twintig van de twintigste eeuw speelde Drachten een belangrijke rol in de geschiedenis van de kunstbeweging De Stijl. Grondlegger van deze beweging, Theo van Doesburg, raakte tijdens zijn diensttijd enige jaren eerder bevriend met de Drachtster schoenmaker en dichter Evert Rinsema. Door de bezoeken die Van Doesburg vervolgens aan Drachten bracht, breidde de vriendschap zich uit naar Rinsema’s broer Thijs Rinsema. Thijs was schoenmaker en in zijn vrije tijd actief als kunstenaar.

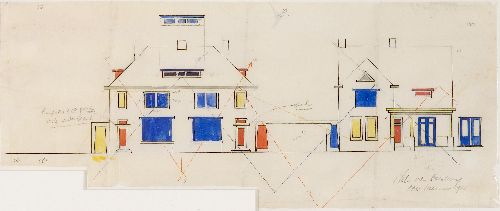
Kleurontwerp Theo van Doesburg voor exterieur middenstandswoningen Oosterstraat, Drachten (1921).

Via de Rinsema's kwam Theo Van Doesburg in 1920 in contact met de gemeentearchitect Cornelis Rienks de Boer, die op dat moment werkte aan een complex middenstandswoningen. Beiden hadden het idee met de middenstandswoningen iets bijzonders te kunnen realiseren. De Boer vroeg Van Doesburg om commentaar op zijn ontwerp en om kleuradviezen voor interieur en exterieur van de woningen. Voor Van Doesburg was dit de eerste grote architectuuropdracht waarin hij zijn nieuwe ideeën over de integratie van beeldende kunst en architectuur kon realiseren. Hij verbleef toen in Weimar, de uitwisseling tussen de Boer en Van Doesburg ging daarom door middel van ontwerptekeningen met opmerkingen in tekst en brieven.
Uiteindelijk heeft van Doesburg voor zowel het interieur als het exterieur kleurontwerpen gemaakt. Van alle onderdelen heeft hij ontwerptekeningen uitgewerkt en vanuit Weimar naar De Boer gestuurd. Op deze ingekleurde tekeningen stond precies aangegeven welke kleur welk onderdeel moest krijgen, vaak met tekst aangevuld. Voor de exacte kleurstelling maakte hij zogenaamde kleurharmonieën waarbij hij precies aangaf welke harmonie waar moest worden toegepast. Van Doesburg adviseerde de gevels wit te pleisteren en het houtwerk te voorzien van de kleuren rood, geel en blauw. De woningen deden in Drachten zoveel stof opwaaien, dat ze al in 1922 weer werden overgeschilderd. De scheldnaam ‘papegaaienbuurt’ bleef in gebruik.

### Rijkslandbouwwinterschool

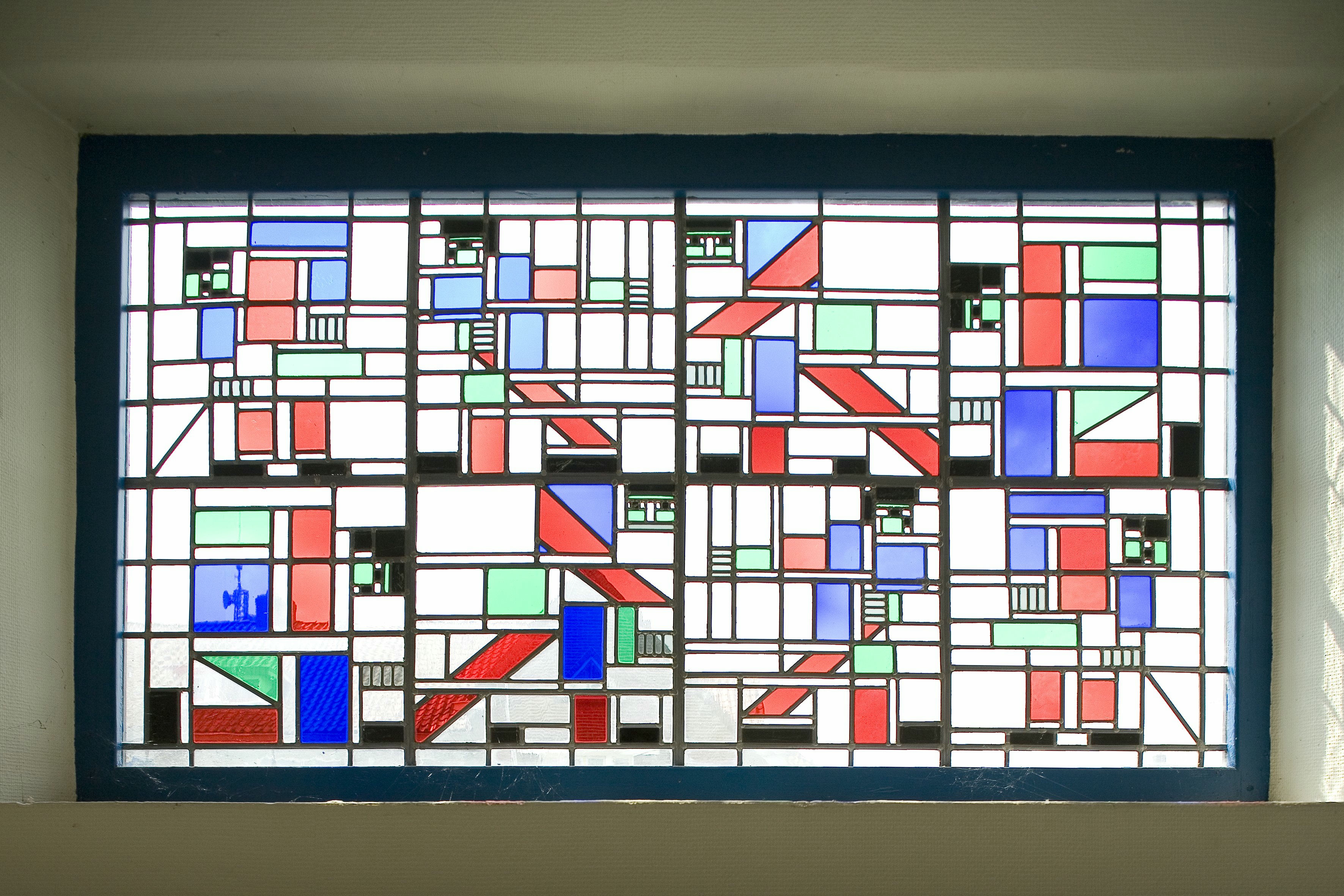
Glas-in-loodraam van Theo Van Doesburg in de voormalige Rijkslandbouwwinterschool.

Ook voor de Rijkslandbouwwinterschool (RLWS) schuin tegenover de middenstandswoningen werkte De Boer samen met Van Doesburg. Van Doesburg gebruikte voor dit pand (Torenstraat 12) de secundaire kleuren violet, oranje en groen. Omdat destijds veel ophef was ontstaan over de controversiële kleuren, zijn ze niet aangebracht. De directeur van de school en de inspecteur van het landbouwonderwijs vonden dat "deze niet bevorderlijk waren voor de rust van de leerlingen en voor hun aandacht bij het onderwijs". In 1988 is alsnog het houtwerk van de school voorzien van de ooit geplande oranje-groen-violette kleurencombinatie.
Voor de landbouwschool ontwierp Van Doesburg ook twee glas-in-loodramen. De ontwerpen van Van Doesburg tonen vier gestileerde, bijna abstracte landarbeiders: een spitter, een maaier, een zaaier en een rooier.

### Restauraties in 1988 en 2019
In de jaren tachtig besloot de gemeente om het rood, geel en blauw van De Stijl terug te brengen, waarbij werd uitgegaan van een bouwontwerp dat Van Doesburg begin jaren twintig vanuit Duitsland naar de gemeentearchitect had gestuurd. De kleuren daarop had hij aangegeven met plakkaatverf. Dit ontwerp werd als basis gebruikt voor de restauratie in 1988, toen men een kleurenwaaier tegen de tekening hield om daarna te kijken welke kleur uit het toenmalige Sikkens-verfassortiment daar het beste bij paste.

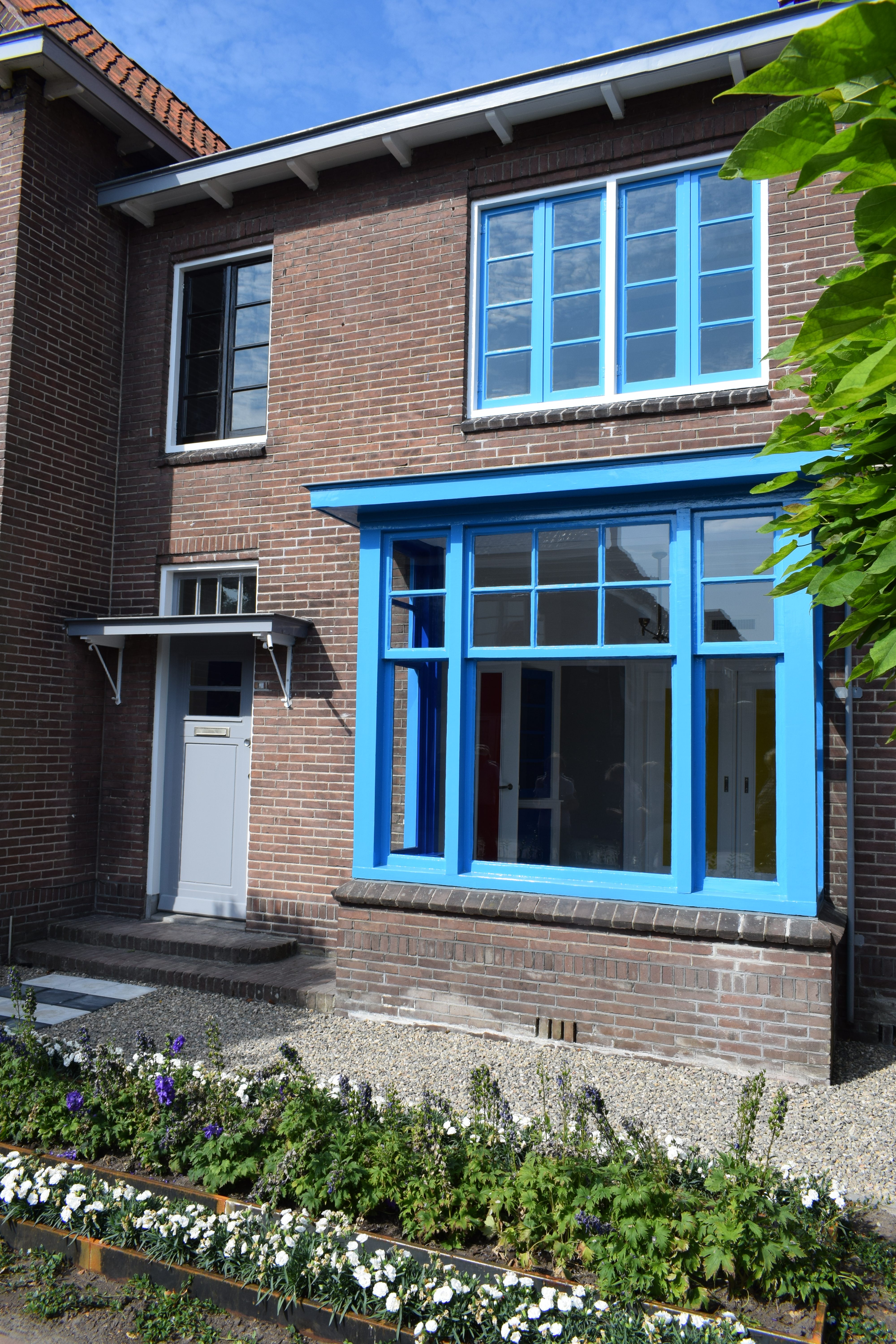
Voorgevel Van Doesburg-Rinsemahuis.

In 2016 bleek bij een kleurenonderzoek voor de museumwoning dat het oorspronkelijk gebruikte blauw een stuk lichter was dan op de tekening van Van Doesburg. Bij het laatste kleurenonderzoek is naast het analyseren van de aangebrachte verflagen ook de correspondentie bestudeerd die Van Doesburg destijds met De Boer voerde. Deskundigen gaan er nu van uit dat Van Doesburg met die tekening vooral de verdeling van de kleuren wilde aangeven en niet zozeer de precieze tint geel, rood of blauw zelf. Alle bewoners van de papegaaienbuurt lieten daarop in 2019 hun huizen overschilderen in de tinten van museumwoning Van Doesburg-Rinsemahuis.